# Borowiki (rejon smoleński)
Borowiki (ros. Боровики) – wieś (ros. деревня, trb. dieriewnia) w zachodniej Rosji, w osiedlu wiejskim Prigorskoje rejonu smoleńskiego w obwodzie smoleńskim.

## Geografia
Miejscowość położona jest nad Dnieprem, 10,5 km od drogi federalnej R120 (Orzeł – Briańsk – Smoleńsk – Witebsk), 26 km od drogi magistralnej M1 «Białoruś», 11,5 km od centrum administracyjnego osiedla wiejskiego (Prigorskoje), 20 km od Smoleńska, 5,5 km od stacji kolejowej (Tyczinino).
W granicach miejscowości znajdują się ulice: 1-yj pierieułok, Centralnaja, Dnieprowskaja, Nagornaja, Polewaja, Ugłowaja.

## Demografia
W 2010 r. miejscowość zamieszkiwały 4 osoby.